# انجمن مسیحی مردان جوان

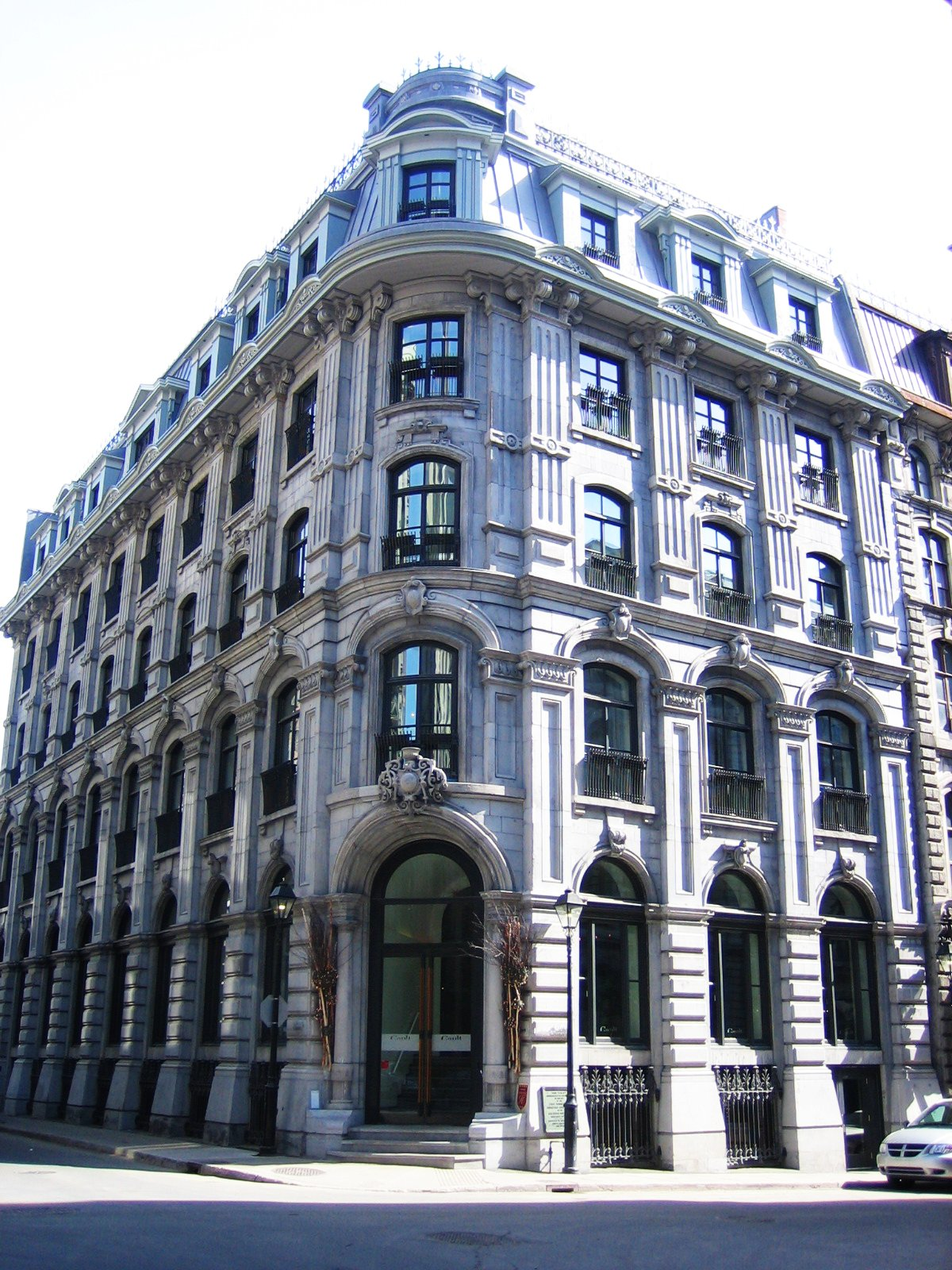
نخستین انجمن مسیحی مردان جوان در کانادا، مونترال، کبک

کلاس‌های دفاع شخصی در بویزی، آیداهو

انجمن مسیحی مردان جوان (انگلیسی: Young Men's Christian Association) که معمولاً به صورت کوتاه‌شدهٔ YMCA نوشته می‌شود، یک سازمان بین‌المللی مستقر در ژنو سوئیس با بیش از ۵۷ میلیون ذی‌نفع از ۱۲۵ انجمن ملی است. این سازمان در ۶ ژوئن ۱۸۴۴ به‌وسیلهٔ جرج ویلیامز در لندن بنیان‌گذارده شد و هدف آن رواج اصول مسیحی به‌وسیلهٔ بهبود «بدن، ذهن، و روح» سالم است. تیم سه زاویه در سه گوشهٔ مثلث قرمزی نشان داده می‌شوند که نشان‌وارهٔ همهٔ وای‌ام‌سی‌ای‌هاست.
این سازمان از آغاز به سرعت رشد کرد و به جنبشی جهانی بر پایهٔ مردانگی مسیحی تبدیل شد. وای‌ام‌سی‌ای‌های محلی در گستره‌ای از فعالیت‌ها فعال هستند، آن‌ها کلاس‌هایی برای مهارت‌های متنوعی شامل توانایی‌های ورزشی برگزار می‌کنند، به تبلیغ مسیحیت و کارهای انسان‌دوستانه می‌پردازند. با این وجود این سازمان‌ها همچنان مراکزی مذهبی هستند. وای‌ام‌سی‌ای‌های محلی داوطلبانه به سازمان‌های ملی خودشان می‌پیوندند. سازمان‌های ملی در مقابل جزوی از اتحاد محلی یا جهانی آن‌ها می‌گردند. شعار اتحاد جهانی وای‌ام‌سی‌ای‌ها «قدرت بخشیدن به جوانان» است.

## نگارخانه

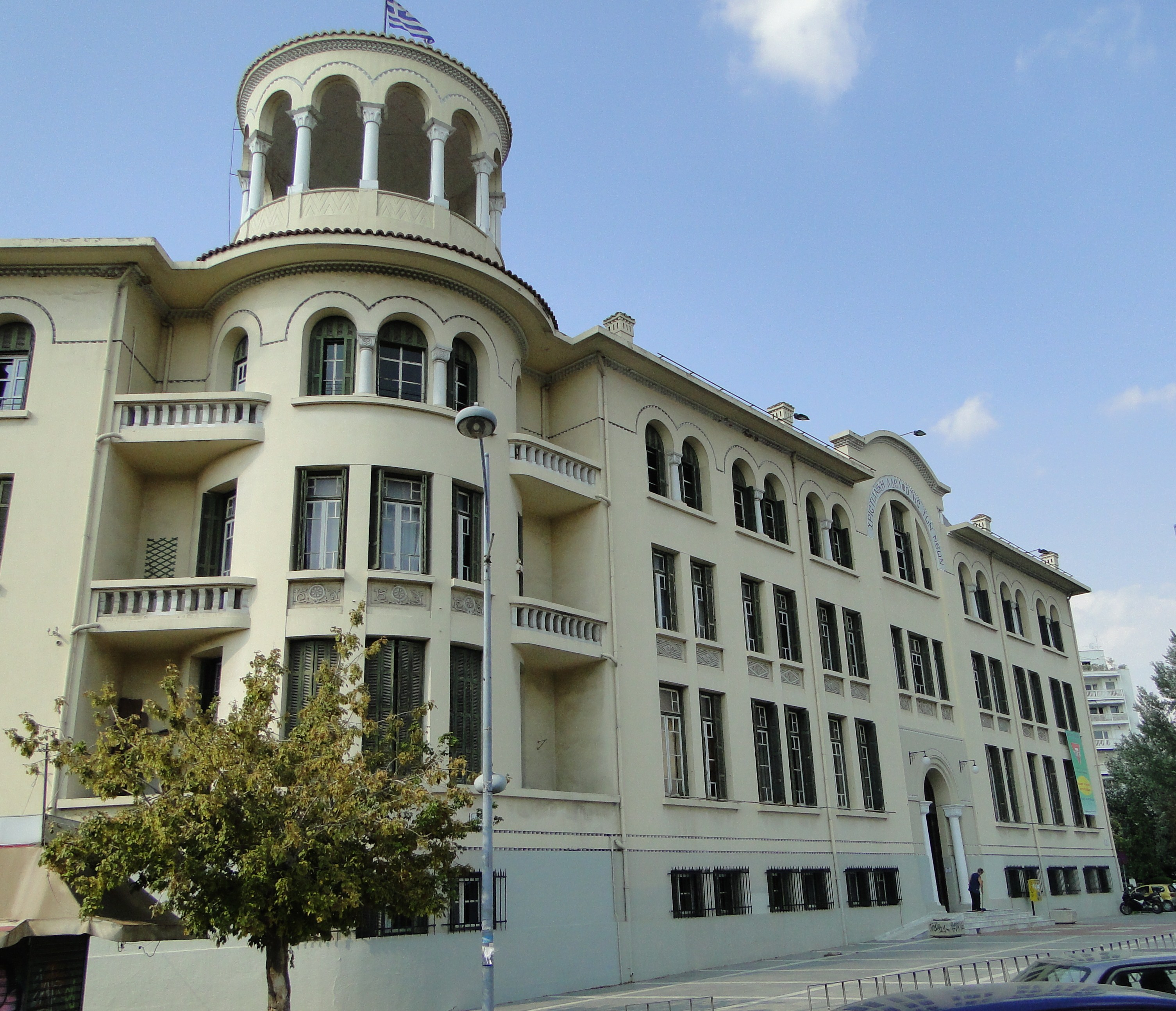
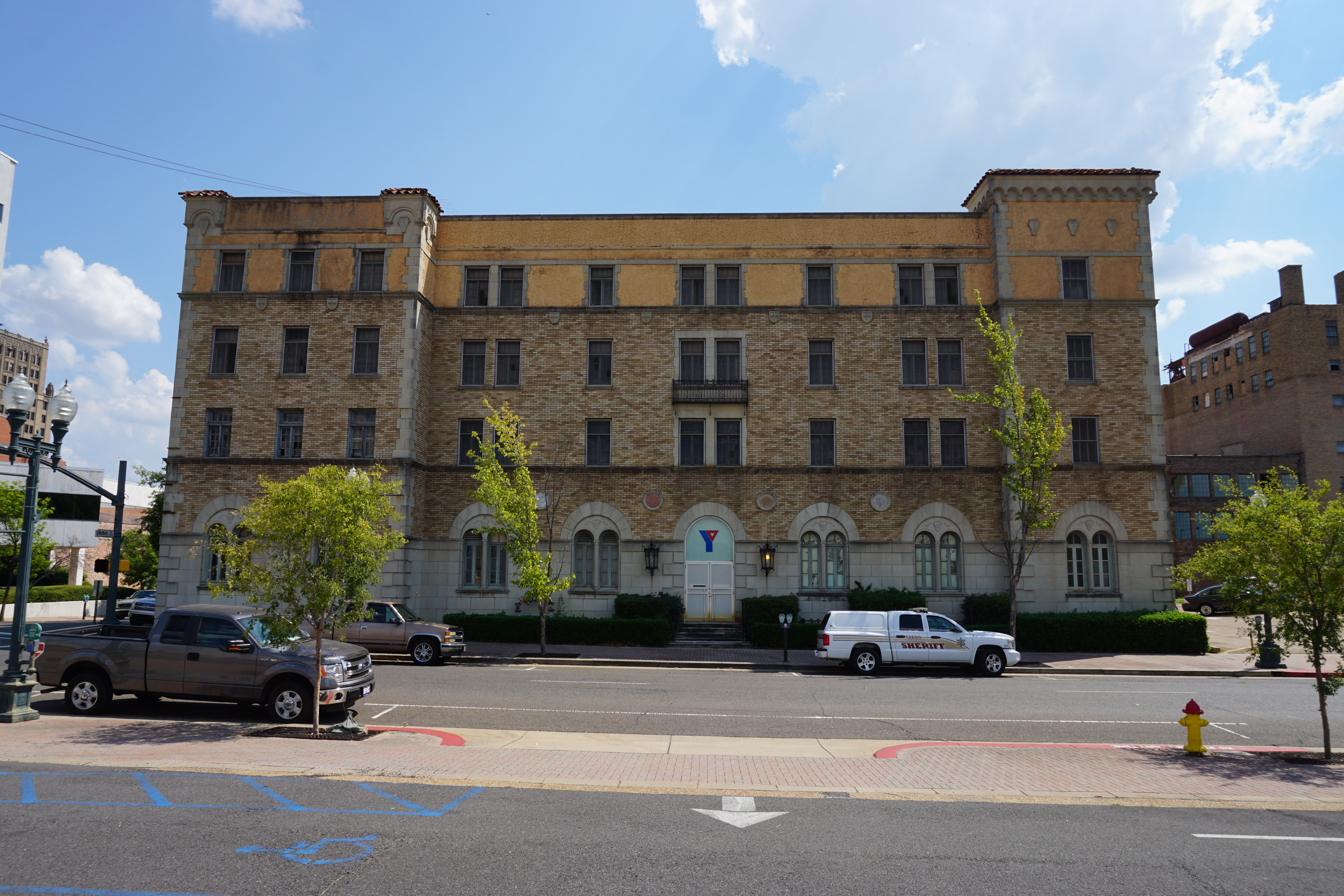